# 12435 Sudachi
12435 Sudachi (tên chỉ định: 1996 BX) là một tiểu hành tinh vành đai chính. Nó được phát hiện bởi Kin Endate và Kazuro Watanabe ở Đài thiên văn Kitami ở Hokkaidō, Nhật Bản, ngày 17 tháng 1 năm 1996. Nó được đặt theo tên sudachi, a small green citrus fruit native to Japan.